# Медді Гінч
Медді Гінч (англ. Maddie Hinch, нар. 8 жовтня 1988) — британська хокеїстка на траві, олімпійська чемпіонка 2016 року.

## Виступи на Олімпіадах
| Олімпіада           | Дисципліна     | Місце  |
| ------------------- | -------------- | ------ |
| Ріо-де-Жанейро 2016 | хокей на траві | Золото |
| Токіо 2020          | хокей на траві | Бронза |

## Зовнішні посилання
- Медді Гінч — олімпійська статистика на сайті Sports-Reference.com (англ.) (архівна версія)